# The Making of the Mob: New York
The Making of the Mob è una miniserie televisiva statunitense. La prima stagione, intitolata The making of the Mob: New York, è composta da 8 episodi riguardanti il noto gangster Lucky Luciano e come si è elevato nella Mafia Newyorkese. La serie è prodotta da Stephen David ed è stata proiettata in anteprima il 15 giugno 2015, su AMC.
Fu rinnovata dalla AMC per una seconda stagione di 8 puntate, intotlata The Making of the Mob: Chicago, che andrà in onda dal 2016. La seconda stagione documenterà il crimine organizzato nel midwest americano con l'ascesa e la caduta dell'iconico Al Capone.

## Cast

### Principali
- Rich Graff come Charles "Lucky" Luciano
- Ian Bell come Meyer Lansky
- Anthony DiCarlo come Frank Costello
- Jonathan C. Stewart come Benjamin "Bugsy" Siegel
- Craig Thomas Rivela come Vito Genovese

### Ricorrenti
- Gus Zucco come Albert Anastasia
- Stelio Savante comeJoe Masseria
- Umberto Celisano come Al Capone
- Roberto De Felice come Salvatore Maranzano
- James Kacey come Joe Bonanno
- Adam Jonas Segaller come Thomas E. Dewey
- Sam Little come Abe Reles
- Evan Boymel come Louis Lepke Buchalter
- Christopher Morrow come Dutch Schultz
- Noah Forrest come Carlo Gambino
- Caleb McDaniel come Tommy Gagliano
- James Davenjay come Pete La Tempa
- Anthony Bisciello come Joe Profaci
- Gregory Cioffi come Tommy Lucchese
- Daniel Jordano come Vincent Mangano
- Sam McCrea come William C. Dodge
- Raffaela Perra come Igea Lissoni
- Jessica Brodkin come Lauretta Giegerman Costello
- Yeshe Pfeifer come Anna Genovese
- Rick Borgia come Older Lucky Luciano
- Rachel Whitman Groves come "Cokey Flo" Florence Brown
- Marija Skangale come Galina "Gay" Orlova

## Interviste
Ogni episodio contiene molte interviste a celebrità, autori, storici e figure politiche.
- Rudy Giuliani – ex sindaco di New York City
- Selwyn Raab – Autore, Five Families
- David Pietrusza – autore, Rothstein
- Meyer Lansky II – nipote di Meyer Lansky
- Michael Green – Storico, University of Nevada Las Vegas
- Rich Cohen – Autore, Tough Jews
- Vincent Pastore – Attore, The Sopranos
- Alexander Hortis – Autore, The Mob and the City
- Gay Talese – Autore, Honor Thy Father
- Richard Hammer – Autore, The Last Testament of Lucky Luciano
- Joe Mantegna – Attore, The Godfather Part III
- Salvatore Polisi – Ex socio della Mafia
- Chazz Palminteri – Attore,  A Bronx Tale
- Sonny Grosso – Ex Detective New York City Police Department
- Frank Vincent – Attore, Goodfellas
- Tomas Dewey III – Nipote di Thomas Dewey
- Frankie Valli – Cantante, The Four Seasons
- Oscar Goodman – Ex Sindaco di Las Vegas
- Ellen Poulsen - Autore, The Case Against Lucky Luciano
- Drea de Matteo – Attrice, The Sopranos
- Edward McDonald – Procuratore Federlae
- Edwin Torres - Giudice dell Corte suprema di New York
- H.W. Brands - Storico, University of Texas at Austin